# Tunne Kelam

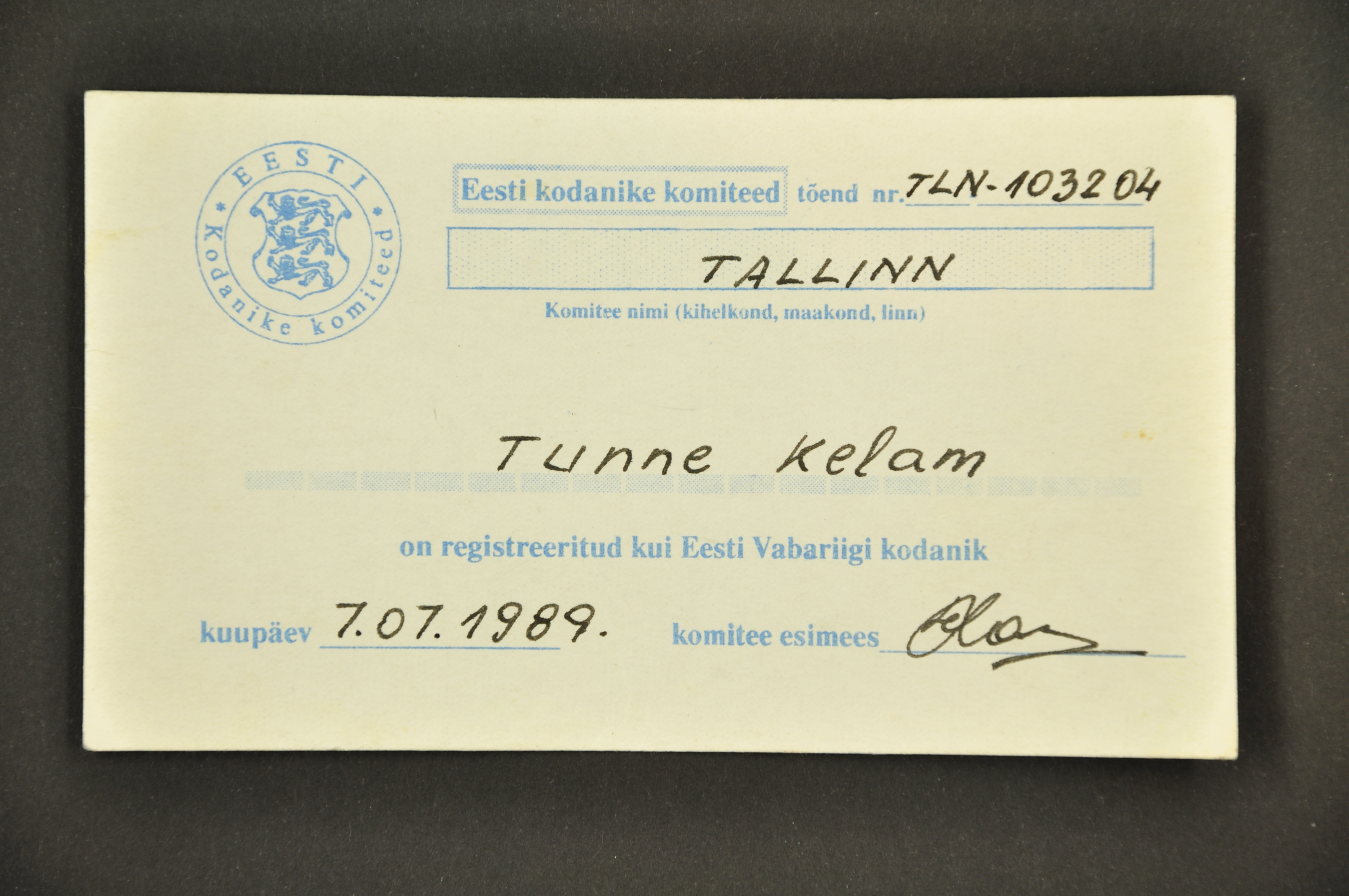
Karta dla osoby deklarującej obywatelstwo estońskie z 1989. Akcja wydawania takich kart była swego rodzaju referendum za niepodległością Estonii

Tunne-Väldo Kelam (ur. 10 lipca 1936 w miejscowości Taheva w prowincji Valga jako Tunne-Väldo Sink) – estoński polityk i nauczyciel akademicki, dysydent w okresie Estońskiej SRR, poseł do Parlamentu Europejskiego VI, VII i VIII kadencji.

## Życiorys
Ukończył w 1959 studia z zakresu historii na Uniwersytecie w Tartu. Był pracownikiem naukowym i wykładowcą stosunków międzynarodowych. Zajmował się także działalnością publicystyczną i redaktorską, pracował nadto na stanowisku specjalisty ds. bibliotekoznawstwa.
Pod koniec lat 80. stał się jedną z wiodących osobowości estońskiego ruchu dysydenckiego i niepodległościowego. W 1988 należał do założycieli Estońskiej Partii Niepodległości Narodowej, przewodniczył jej w latach 1993–1995. Doprowadził do połączenia tej formacji z innymi ugrupowaniami i powołania partii pod nazwą Związek Ojczyźniany; nową formacją kierował w okresie 2002–2005.
Od 1989 do 1990 stał na czele Narodowego Komitetu Obywatelskiego Estonii, następnie do 1992 przewodniczył Komitetowi Estonii – organowi wykonawczemu Kongresu Estonii, quasi-parlamentowi z okresu odzyskiwania niepodległości. Od 1992 do 2004 Tunne Kelam sprawował mandat posła do Zgromadzenia Państwowego, do 2003 był wiceprzewodniczącym parlamentu, a do 1995 przewodniczącym delegacji do Zgromadzenia Parlamentarnego Rady Europy. Zasiadał też w samorządzie jako radny Tallinna i gminy Viimsi. Reprezentował estoński parlament w Konwencie Unii Europejskiej.
W 2004 uzyskał mandat deputowanego do Parlamentu Europejskiego z ramienia Związku Ojczyźnianego. W VI kadencji PE pracował w Komisji Rozwoju Regionalnego, został też członkiem prezydium grupy EPP-ED. W wyborach z 2009 skutecznie ubiegał się o reelekcję z listy ugrupowania Isamaa ja Res Publica Liit. W 2014 po raz trzeci z rzędu został wybrany do Europarlamentu.
Deklaruje znajomość języka angielskiego, fińskiego, rosyjskiego, niemieckiego, francuskiego, polskiego i włoskiego, niektóre źródła przypisują mu także znajomość hindi.
W 2005 został odznaczony Krzyżem Kawalerskim Orderu Zasługi Rzeczypospolitej Polskiej.